# Мурид
Мури́д (араб. مريد — той хто в пошуках, прагнучий) — послушник, учень, прихильник якого-небудь шейха, пов'язаний з ним духовним обітом.
Згідно з канонами муридизму мурид беззастережно в усьому підкорюється волі наставника, регулярно сповідується і кається перед ним. Свою відданість наставнику муриди перідично доводять і практичними справами, виконуючи найважчі господарські роботи на користь наставника. Зв'язок між муридом і його наставником, як правило, не закінчується і після смерті останнього, оскільки з кола його послідовників виділяється векіл (довіренний), який керує муридами від імені наставника.